# Não Me Deixe Sozinho
Não Me Deixe Sozinho é uma canção feita pelos compositores Umberto Tavares,Jefferson Júnior e Matheus Santos. Gravada pelo cantor Nego do Borel  lançando no dia 8 de julho de 2015 nas plataformas digitais iTunes,Google Play e nos serviços de fluxo de mídia Spotify, Apple Music e Tidal

## Divulgação
A primeira performance da canção foi no Programa Encontro com Fátima Bernardes no dia 20 de outubro de 2015. No programa da Fátima, ele falou que não dá bola para o preconceito e está feliz com o sucesso. “Graças a Deus, está tudo dando certo na minha vida. Tudo sempre organizado, tudo melhorando, e eu não ligo, não”, declarou.

## Videoclipe

### Antecedentes
Nego do Borel gravou o videoclipe no casarão Vila Almirante, em Santa Teresa, Centro do Rio de Janeiro. Com um orçamento de R$ 200 mil, o clipe, que conta com direção de Rodrigo Doin e Phill Mendonça da produtora Clã filmes, teve ares de megaprodução. Para ilustrar o vídeo da música, que tem uma batida que se mistura com um caliente ritmo mexicano, a produção reuniu no set uma mistura inusitada com iguanas, mariachis, filhotes de cachorros e dançarinas de twerk que se transformam em zumbis. Foram necessários dois dias para concluir as gravações que contaram com uma vila mexicana, cenas de uma serenata e o cantor caracterizado como um mafioso mexicano. O ator Luis Lobianco do Porta dos Fundos e Bianca Anchieta gravaram participações especiais. A produção ficou a cargo da ex-BBB Diana Balsini e de Nathy Kiedis e o figurino ficou por conta da ex-BBB Bianca Jahara.

### Lançamento
O videoclipe foi postado no dia 15 de Abril de 2015 no site Youtube , atualmente o videoclipe possui mais de 20 milhões de visualizações.

### Ficha Técnica
| Realização: Clã Filmes Direção: Phill Mendonça e Rodrigo Doin Direção de Fotografia: Phill Mendonça Edição: Phill Mendonça Produção Executiva: Nathy Kiedis & Diana Balsini Assistente de Produção: Valesca Reyes Assistente de Fotografia: Riccardo Melchiades Operador de Câmera: Roberto Cermak Assistente Câmera: Marcelo Lince Colorista: Marcelo RodriguezDireção de Arte: Lívia Diniz Produtor de Arte: Fellipe Redó Participações: Luis Lobianco e Bianca Anchieta Mariachis: Rubens Ricardo Vera, Francisco Xavier Benítez, Gilberto Simões Guimel e Paulo Cesar Queiróz / Show Mexicano | Assistentes de Arte e Cenotécnicos: Isabel Ferreira, Santi Sans Ganuza,Mariana Paes, Marianna Ladeira, Madeline Nogueira, Rosi Oliveira, Indianara Fenix, Marco Souza Eletricista: Bruno Lufier Assistente Eletricista: Rafael Azevedo Lopes Figurino: Bianca Jahara Assistente de Figurino: Rosi Oliveira Maquiagem: Brenno Melo Assistente Maquiagem: Carla Ashton Maquiagem de efeito / Zumbis: Jorge Allen, Tomas Gravina, Guilherme Najar, Dan Caliban, Camila Crus / Nurder Animais: Talento Animal Dançarinas: Milleni Bezerra, Katarine Gama, Stella Chinelli, Joyce Pires, Gabriela Silva, Kaliana Lins |

## Participações em Trilhas Sonoras
A canção entrou para a trilha sonora da vigésima terceira temporada da série de televisão brasileira Malhação (também chamada de Malhação - Seu Lugar no Mundo)

## Faixas
| Download digital |                        |                                                 |         |  |
| N.º              | Título                 | Compositor(es)                                  | Duração |  |
| 1.               | "Não Me Deixa Sozinho" | Umberto Tavares Jefferson Júnior Matheus Santos | 2ː32    |  |

## Histórico de lançamento
| Região | Data                | Formato(s)       | Gravadora  |
| ------ | ------------------- | ---------------- | ---------- |
| Brasil | 8 de julho de 2015  | download digital | Sony Music |
| Brasil | 15 de Abril de 2015 | videoclipe       | Sony Music |